# San Ramón (Chile)
San Ramón – miasto w Chile, w regionie Araukania, w prowincji Cautín.